# Georg Arnould
Pour les articles homonymes, voir Arnould.

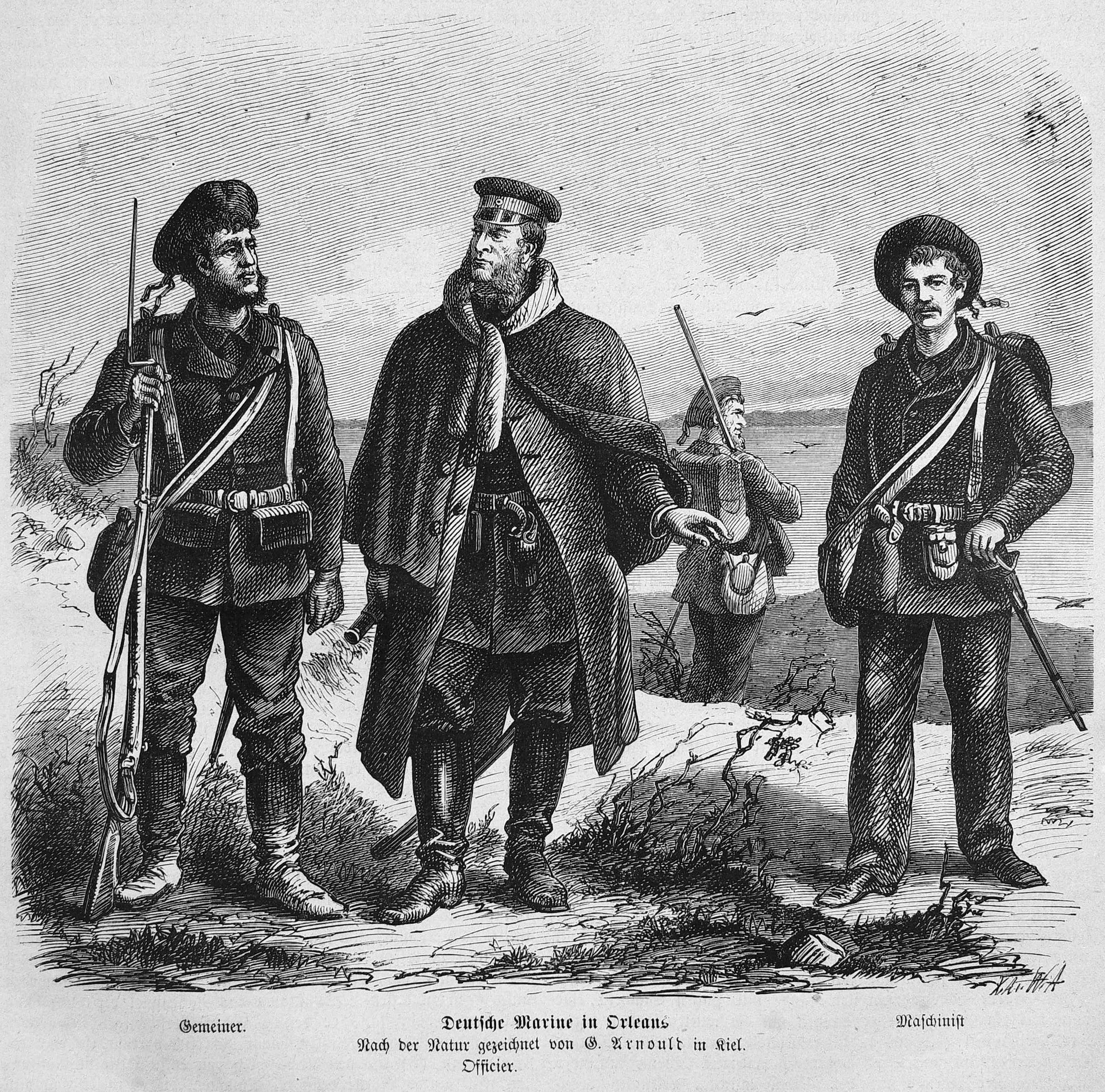
Deutsche Marine in Orleans, Illustration Arnoulds in der Zeitschrift Die Gartenlaube 1871

Georg Ludwig Wilhelm Arnould né le 6 février 1843 à Hambourg et mort le 13 août 1913 dans la même ville est un peintre de marine et artiste de guerre allemand. 

## Biographie
Georg Arnould naît le 6 février 1843 à Hambourg.
Avant 1861, il étudie dans l'atelier de Wilhelm Camphausen à Düsseldorf. Il poursuit ensuite ses études dans l'atelier de Karl von Piloty à Munich. Vers 1861, Arnould se rend à Paris. Il y devient élève de Gustave Doré. Après 1861, il voyage également à travers l'Afrique et l'Inde. À partir de 1887, il travaille à Hambourg principalement comme illustrateur pour des magazines et des entreprises.
Il peint aussi des sujets historiques, des scènes de chasse et de bataille.